# Åsa Sandlund
Åsa Karin Sandlund, senare Lee, född 11 maj 1979 i Linköping, är en svensk simmare. Hon tävlade för Linköpings Allmänna Simsällskap.

## Karriär
Vid Olympiska sommarspelen 1996 i Atlanta var Sandlund en del av Sveriges lag tillsammans med Louise Jöhncke, Johanna Sjöberg och Josefin Lillhage som slutade på nionde plats på 4×200 meter frisim.
Sandlund noterade ett svenskt rekord på 1 500 meter frisim i kortbana den 18 mars 2000 vid NCAA-mästerskapen i Indianapolis. Hon simmade på tiden 16.14,77 och innehar fortfarande rekordet (2024).
Sandlund tog även flera medaljer i SM, varav 11-guld vid SM i långbana och fem guld vid SM i kortbana. På 200 meter frisim (kortbana) tog hon brons 1996. På 400 meter frisim (långbana) tog Sandlund guld 1997 och 2000, silver 1998, 2001 och 2002 samt brons 1994, 1996, 1999 och 2003. På 400 meter frisim (kortbana) tog hon guld 1996 och 1998, silver 1995 samt brons 1997. På 800 meter frisim (långbana) tog Sandlund guld 1997, 1999, 2000, 2001, 2002 och 2003, silver 1996 och 1998 samt brons 1995. På 800 meter frisim (kortbana) tog hon guld 1996, 1997 och 1998, silver 1995 samt delat brons 1994. På 1 500 meter frisim (långbana) tog Sandlund guld 2001, 2002 och 2003.